# راد لیور
راد لِیور (انگلیسی: Rod Laver؛ زاده ۹ اوت ۱۹۳۸) تنیس‌باز بازنشستهٔ اهل استرالیا است که از سال ۱۹۶۴ تا ۱۹۷۰ شمارهٔ یک تنیس جهان بود و عموماً به عنوان یکی از برترین تنیسورهای تاریخ این ورزش شناخته می‌شود.